# Be Human
Be Human – trzeci albumem zespołu Fightstar, ukazał się 20 kwietnia 2009.
Pierwszym singlem jest The English Way, wydany wraz z teledyskiem 3 listopada 2008.
Jako drugi wybrany został utwór Mercury Summer. Jego premiera odbyła się 25 lutego 2009, a data wydania singla to 6 kwietnia.
20 lipca 2009 ukazał się kolejny singiel – Never Change. Teledysk do utworu pojawił się na Kerrang!, MTV2 i Scuzz.

## Lista utworów
1. "Calling All Stations" – 3:26
2. "The English Way" – 3:35
3. "War Machine" – 4:48
4. "Never Change" – 3:02
5. "Colours Bleed To Red" – 3:19
6. "The Whisperer" – 3:59
7. "Mercury Summer" – 3:07
8. "Give Me The Sky" – 4:01
9. "Chemical Blood" – 3:52
10. "Tonight We Burn" – 3:51
11. "Damocles" – 3:36
12. "Follow Me Into The Darkness" – 5:54

## Muzycy
- Charlie Simpson
- Alex Westaway
- Dan Haigh
- Omar Abidi